# یوفاتو
یوفاتو (به لاتین: Uafato) یک منطقهٔ مسکونی در ساموآ است که در Va'a-o-Fonoti واقع شده‌است.

## خصوصیات
یوفاتو ۲۳۵ نفر جمعیت دارد.